# Kurt Helbig
Kurt Helbig (n. 28 iulie 1901, Rödlitz⁠(d), Saxonia, Germania – d. 30 ianuarie 1975, Plauen, Republica Democrată Germană, Germania) a fost un halterofil german, medaliat olimpic. A participat la o ediție a Jocurilor Olimpice (1928) în care a câștigat o medalie de aur.

## Participări
Lista de mai jos prezintă principalele competiții la care a participat Kurt Helbig de-a lungul carierei.
- weightlifting at the 1928 Summer Olympics – men's 67.5 kg[*]